# Москвина, Марина Валерьевна
Марина Валерьевна Москвина́ (род. 8 октября 1992, Яринка, Уйский район, Челябинская область) — российская лыжница и биатлонистка, призёр чемпионата России по биатлону и летнему биатлону. Мастер спорта России по лыжным гонкам (2013) и биатлону (2015).

## Биография
В начале карьеры занималась лыжным спортом. Воспитанница ДЮСШ Уйского района, первый тренер — Юрий Павлович Приданников, в дальнейшем занималась в ДЮСШ города Чебаркуль, тренер — Владимир Александрович Кляпиков. Неоднократно становилась победительницей и призёром детско-юношеских соревнований регионального уровня, также была призёром юношеского первенства России в эстафете.
В начале 2010-х годов перешла в биатлон, представляла Ханты-Мансийский АО (тренер — В. Н. Мальгин). В 2014 году стала бронзовым призёром чемпионата России по летнему биатлону в эстафете. В 2015 году стала серебряным призёром чемпионата России по биатлону в командной гонке. Становилась победительницей и призёром этапов Кубка России.
Окончила Челябинский государственный педагогический университет.